# 마크 저커버그
마크 엘리엇 저커버그(영어: Mark Elliot Zuckerberg, 1984년 5월 14일 ~)는 미국의 프로그래머 및 인터넷 사업가이며, 기업 메타 플랫폼스(구 페이스북)의 설립자이자 현재 CEO이다.

## 생애
저커버그는 미국 뉴욕주 화이트플레인스에서 태어났다. 아버지 에드워드(Edward)는 치과 의사였으며 어머니 캐런(Karen)은 정신과 의사였다. 그는 세 명의 여자 형제들인 랜디(Randi), 도나(Donna), 애리얼(Arielle)과 함께 뉴욕주 돕스페리에서 자랐다. 그는 유대교 교육을 받았으며, 13세 때는 유대교 성인식의 일종인 바르와미츠바 또한 거쳤다. 그러나 성인이 된 이후로는 그는 스스로를 무신론자라고 밝혀 왔다.
저커버그는 중학교 시절 프로그래밍을 시작했다. 1990년(16세)대에는 아버지로부터 아타리 BASIC 프로그래밍 언어를 배웠으며, 이후 1995년(21세) 경에는 소프트웨어 개발자인 데이비드 뉴먼(David Newman)으로부터 개인 지도를 받았다. 또한 1990년대 중반에 집 근처 머시 칼리지의 대학원에서 관련 수업을 청강하기도 했다. 그는 프로그래밍하는 것을 좋아했으며, 특히 통신 관련 툴을 다루거나 게임하는 것을 좋아했다. 아버지 사무실 직원들의 커뮤니케이션을 돕는 애플리케이션을 고안하기도 했으며, 리스크 게임을 PC 버전으로 만들기도 했다.
아즐리 고등학교를 다닐 당시 그는 서양고전학(classics) 과목에서 우수한 성적을 거두었다. 이후 3학년 때 필립스 엑세터 아카데미로 학교에서 지냈다. 그는 고등학교 재학 중에 인텔리전트 미디어 그룹(Intelligent Media Group)이라는 회사에 고용되어 시냅스 미디어 플레이어(Synapse Media Player)를 제작했다. 이것은 인공지능을 사용하여 사용자의 음악 감상 습관을 학습할 수 있도록 만든 뮤직 플레이어로, 슬래시닷에 포팅 되었으며 PC 매거진에서 5점 만점에 3점의 평가를 받았다. 마이크로소프트와 AOL이 시냅스 플레이어를 사들이고 저커버그를 고용하겠다는 제안을 해왔으나, 그는 이를 거절하고 2002년 9월 하버드 대학교에 입학하였다. 그는 대학에서 심리학 및 컴퓨터 과학을 전공으로 택했으며, 알파 엡실론 파이라는 유태인 학생 클럽에 가입하였다. 대학에서 그는 평소 일리아드와 같은 서사시의 구절을 곧잘 인용하는 것으로도 유명했다.
2학년 때 참가한 사교 파티에서 그는 중국계 여학생인 프리실라 챈(Priscilla Chan)을 만났으며, 이후 두 사람은 연인 관계가 되었다. 현재 의대생인 챈은 2010년 9월 팰로앨토의 저커버그가 세들어 살고 있는 집으로 옮겨와 함께 살기 시작했다. 그리고 둘은 5월 19일 깜짝 결혼을 했다. 2010년 9월 현재 저커버그는 챈과의 중국 여행과 중국에서의 사업 확장을 위해 개인 교사로부터 중국어를 배우고 있다.

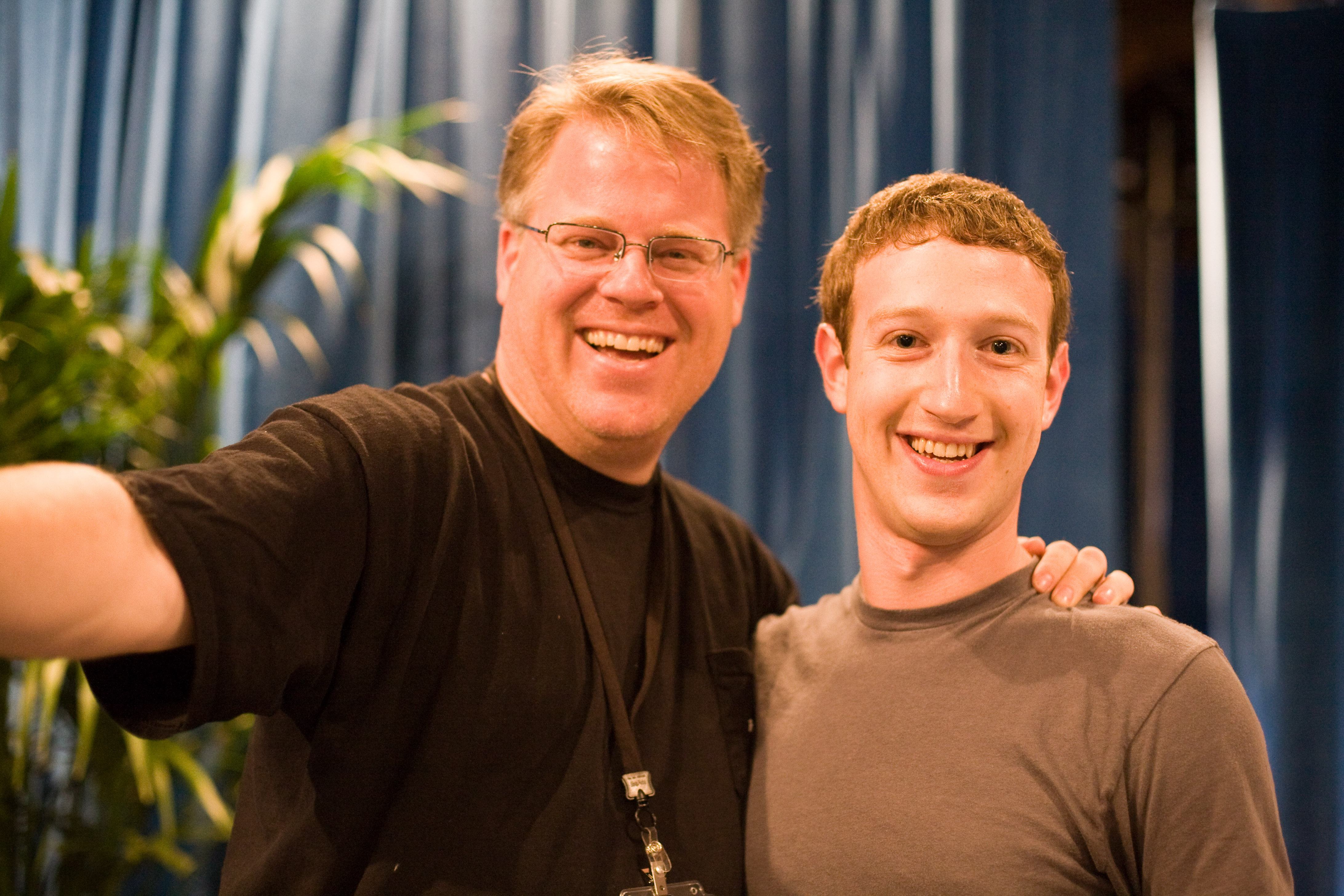
저커버그(오른쪽)와 미국의 유명 블로거 로버트 스코블의 모습. (2008)

Hackers: Heroes of the Computer Revolution(1984)의 저자인 스티븐 레비는 2010년 저커버그에 대해 “그는 확실하게 스스로를 해커라고 생각하는 사람이다”라고 썼다. 저커버그는 “무언가를 개선하기 위한 목적에서라면, 그것을 깨뜨리는 것도 괜찮다고 생각한다”는 견해를 밝혔다. 페이스북은 매 6~8주마다 열리는 해커톤이라는 행사를 주관하기도 했었다. 이것은 일종의 협업 프로젝트 이벤트로, 참가자들은 하룻밤동안 새로운 프로젝트를 구상하고 구현할 수 있다. 페이스북이 행사 중에 필요한 모든 음악과 음식, 맥주를 제공하며, 저커버그 자신을 비롯한 많은 페이스북 직원들도 이 행사에 직접 참여했다. 저커버그는 스티븐 레비와의 인터뷰에서, 이 행사가 하룻밤만에도 아주 훌륭한 무언가를 만들어낼 수 있다는 생각에서 출발하며 이것이 오늘날 페이스북을 이끌어가는 아이디어의 하나이자 자기 자신의 가장 중요한 개성이기도 하다고 말했다.
대중 잡지인 배니티 페어는 저커버그를 2010년 “정보화 시대에 가장 영향력 있는 인물” 1위에 올렸다. 2009년 이 잡지의 동일한 랭킹에서 저커버그는 23위를 차지했었다. 영국의 잡지 뉴 스테이츠먼에서 매년 실시하는 세계에서 가장 영향력 있는 인물 50인을 선정하는 투표에서는 2010년 저커버그가 16위에 올랐다. 2010년 타임이 뽑은 ‘올해의 인물’에도 선정되었다.
저커버그는 적록색약이 있어, 파란색을 가장 잘 인식한다고 알려져 있다. 파란색은 페이스북의 주색상이기도 하다.

## 학력
- 아즐리 고등학교 (전학) (~2000년)
- 필립스 엑시터 아카데미 (졸업) (2000년~2002년)
- 하버드 대학교 (중퇴) (2002년~2004년)